# Neo-aristotelisk analys
Neo-aristotelisk analys, även kallad traditionell  eller klassisk retorikanalys är en vanlig analysmetod inom ämnet retorik.  Metoden introduceras och lärs ut på grundläggande nivå i de flesta retorikutbildningar, exempelvis i Bo Renbergs Retorikanalys, och används för att studera ett retoriskt objekt ur ett helhetsperspektiv. 

## Bakgrund
Namnet neo-aristotelisk, som kan översättas till ny-aristotelisk, kommer av att analysmetoden har sitt ursprung i ett nytt perspektiv på Aristoteles tankar. År 1925 presenterade Herbert A. Wichelns vad som skulle komma att bli grunden till metoden när han i The literary criticism of oratory listade element som han menade borde beröras i studien av ett tal. Wichelns lyfte till exempel fram talarens karaktär, publik, budskap, argumentation, disposition och framförande. Hans teori, inspirerad av den gamla retorikkanon i form av inventio, dispositio, elocutio, memoria och actio, ligger till grund för den neo-aristoteliska analysmetoden vilken även blev den första analysmetoden inom ämnet kommunikation.

## Användning
Den neo-aristoteliska analysmetoden har genom historien använts främst på tal och är i dag en mer vanlig vid analys av rationell argumentation snarare än berättande.

## Analyssteg
En neo-aristotelisk analys behandlar textens kontext, disposition, argumentationsmedel, argumentation och stil.

### Kontext
Vid en analys av kontexten studeras de faktorer som utöver de faktiska orden påverkar mottagaren. Till kontexten hör genre, den retoriska situationen, publiken, det retoriska problemet samt talaren.

### Disposition
Här studeras hur objektet är organiserat och hur det förhåller sig till retorikens grundläggande dispositionsmodell med inledning, bakgrund, tes, argumentation och avslutning.

### Argumentationsmedel
Vid en analys av objektets argumentationsmedel studeras i vilken utsträckning och med vilket resultat som avsändaren använder sig av den klassiska retoriklärans tre grundläggande medel för att övertyga: ethos, logos och pathos.

### Argumentation
Här studeras argumentationen mer ingående för att upptäcka vilken tes som förs på vilka grunder.

### Stil
Stilen syftar på det estetiska i objektet. Här undersöks stilnivån, stilfigurer och, för ett tal, själva framförandet (actio).